# Gerardo Valenzuela
Gerardo „Dado” Valenzuela (ur. 28 września 2004 w Boca Raton) – amerykański piłkarz występujący na pozycji napastnika, od 2024 roku zawodnik FC Cincinnati.